# Fátima Leyva
Pour les articles homonymes, voir Leyva.
Fátima Leyva Morán, née à Mexico (au Mexique) le 14 février 1980, est une footballeuse mexicaine. Elle joue au poste de milieu de terrain au sein de l'équipe féminine nationale mexicaine de football.

## Biographie
Fátima Leyva est capitaine du FC Indiana Lionesses, évoluant alors dans la W-League. 
En 2010, elle signe pour le club de Perm, le Zvezda 2005, vainqueur du championnat russe, où elle retrouve son ancien entraîneur Shek Borkowski (en). Elle joue depuis 2011 au FK Zorkiy à Krasnogorsk (oblast de Moscou).